# Giulio Crocco
Giulio Crocco (Lima, 3 agosto 1891 – ...) è stato un calciatore italiano, di ruolo di attaccante.
Era conosciuto come Crocco II, per distinguerlo dai fratelli Felice e Ernesto anch'essi giocatori del grifone.

## Carriera
Nato in Perù, visse la maggior parte della sua carriera calcistica tra le file del Genoa, club nel quale era cresciuto calcisticamente.
Esordì in rossoblu nella sconfitta interna per uno a zero contro il Milan del 19 dicembre 1909.
Sino al 1914, insieme al fratello Albino è tra le colonne del sodalizio rossoblu.
Con il Genoa tornerà a giocare nella Coppa Federale 1915-1916 con cui giunge al quarto posto delle finali nazionali.
Da alcune fonti gli è inoltre attribuita una militanza nell'Alessandrina, sodalizio di Alessandria attivo tra il 1916 ed il 1920.
Con il fratello Ernesto, giocò nel primo dopo guerra nel Casteggio, militante nelle leghe inferiori del campionato italiano prima di ritirarsi definitivamente dal calcio giocato.